# Kircher Bauerschaft
Die Kircher Bauerschaft (KB) ist eine Ortschaft der Gemeinde Isernhagen in der niedersächsischen Region Hannover.

## Geografie

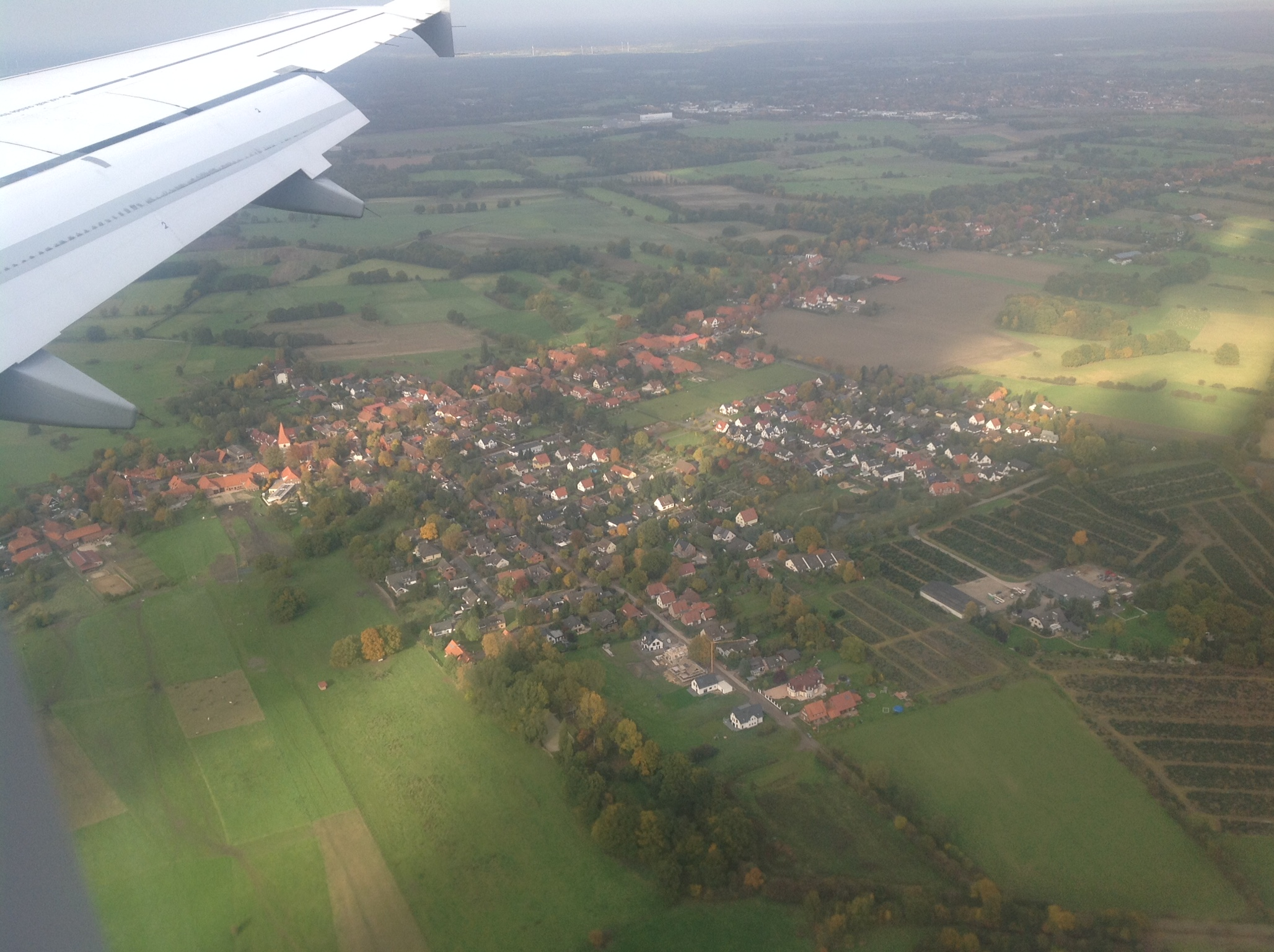
Luftbild des Ortes

Die Ortschaft Kircher Bauerschaft zieht sich inmitten der sechs anderen Ortschaften Isernhagens auf einer leichten Anhöhe entlang der Dorfstraße (Kreisstraße 113) hin und ist von Feldern, Wiesen und kleinen Wäldern umgeben.

## Geschichte
Bei der Kircher Bauerschaft handelt es sich um einen bereits im Mittelalter als langgestrecktes Hagenhufendorf angelegten Ort. Der Ortsname leitet sich von der im 15. Jahrhundert erbauten Kirche (Sankt-Marien) ab. Die Bezeichnung als Bauerschaft gründet sich auf die in niederdeutschen Gebieten übliche Wirtschaftsform Burschap (Bauerschaft).
Im Zuge der Gebietsreform in Niedersachsen, die am 1. März 1974 stattfand, wurden die zuvor selbständigen Gemeinden Altwarmbüchen, Kirchhorst und Neuwarmbüchen sowie der vier Isernhagen-Altdörfer (Farster Bauerschaft, Hohenhorster Bauerschaft, Kircher Bauerschaft und Niedernhägener Bauerschaft) in die neue Gemeinde Warmbüchen eingegliedert. Diese wurde am 1. Juni 1975 amtlich in Isernhagen umbenannt.

## Politik

### Ortsrat
Der Ortsrat setzt sich aus fünf Ratsmitgliedern der folgenden Parteien zusammen:
- CDU: 2 Sitze
- SPD: 1 Sitz
- Grüne: 1 Sitz
- Einzelbewerber: 1 Sitz

(Stand: Kommunalwahl 12. September 2021)

### Ortsbürgermeister
Der Ortsbürgermeister der Kircher Bauerschaft ist Matthias Kenzler (Einzelbewerber). Seine Stellvertreter sind Norma Remmer (CDU) und Dieter Wolf (SPD).

### Wappen
Der Entwurf des Kommunalwappens der Kircher Bauerschaft stammt von dem Heraldiker und Wappenmaler Gustav Völker, der zahlreiche Wappen in der Region Hannover erschaffen hat. Das Wappen wurde am 22. November 1954 durch den Niedersächsischen Minister des Innern verliehen.
| Wappen von Kircher Bauerschaft | Blasonierung: „In Silber ein blauer, rechter Schrägbalken, belegt mit vier aufgerichteten, einander deckenden, silbernen Hufeisen. In der oberen Ecke eine schrägliegende, grüne Hopfenfrucht, um an den Hopfenanbau, der hier in früheren Jahrhunderten betrieben wurde, zu erinnern.“ |
| Wappen von Kircher Bauerschaft | Wappenbegründung: Der Name Isernhagen zeugt von Eisenerzvorkommen, die hier nachweislich schon um das Jahr 900 ausgebeutet wurden. Darauf weisen die Hufeisen hin. Sie sollen außerdem daran erinnern, dass in Isernhagen seit langem mit Erfolg die Pferdezucht betrieben wird. Die Zahl von vier Hufeisen ist gewählt worden, um die enge Verbundenheit der selbstständigen politischen Gemeinden zu bekunden, die ein Kirchspiel und eine Siedlungseinheit bilden. Der blaue, rechte Schrägbalken soll den Fluss Wietze symbolisieren. Die Wappen der vier Gemeinden müssen gemeinsam betrachtet werden, zumal die Gemeinden sehr bemüht waren, sich ein einheitliches Wappen zu geben. Auf Verlangen des Niedersächsischen Ministers des Innern musste jedoch jede Gemeinde ein unterscheidendes Beizeichen in ihr Wappen aufnehmen. |

## Kultur und Sehenswürdigkeiten

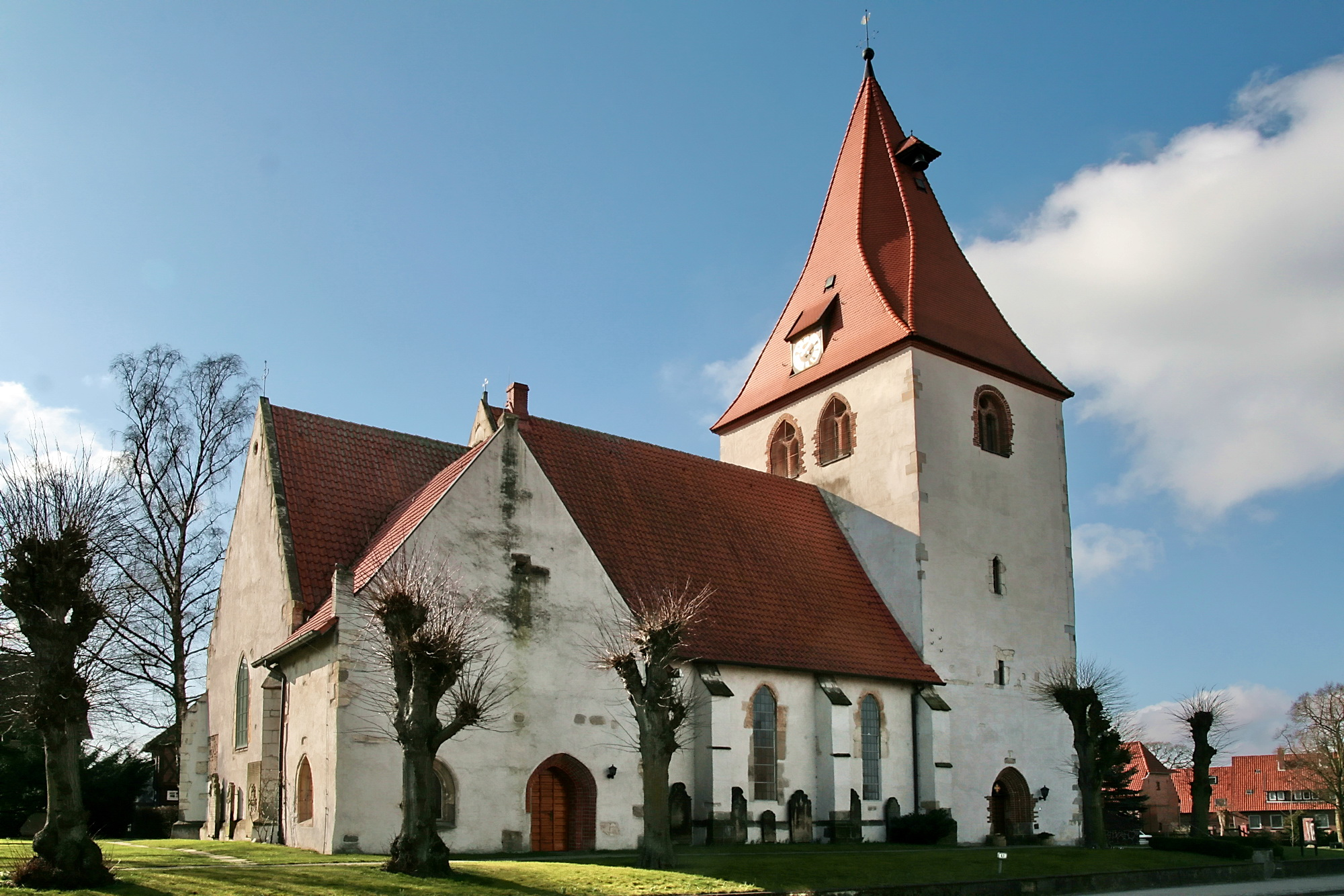
Sankt-Marien-Kirche in Isernhagen KB

### Bauwerke
Das Ortsbild wird geprägt von einer Vielzahl gepflegter Fachwerkhäuser und Bauernhöfe sowie der auf der Anhöhe stehenden Sankt-Marien-Kirche.
- Die Sankt-Marien-Kirche steht sowohl im Zentrum der Kircher Bauerschaft als auch Isernhagens und ist in der Region weithin sichtbar. Sie wurde Mitte des 15. Jahrhunderts aus Raseneisenstein gebaut, der Turm um 1500. Die Gewände seines Backsteinportals sind aus Formziegeln gebildet. Im Zuge der Reformation wurde die Kirchengemeinde etwa 1534 evangelisch-lutherisch.
- Das Grabmal von 1788 bei der Sankt-Marien-Kirche in Isernhagen wurde vom Oberst des königlichen Dragonerregimentes Friedrich von Hattdorf (1725–1789) erbaut und steht heute unter Denkmalschutz.
- Das Ortsbild ist von einer Vielzahl sehr alter, gepflegter Fachwerkhäuser und Bauernhöfe geprägt, die oftmals für eine neuzeitliche Nutzung umgestaltet wurden.

### Fotogalerie

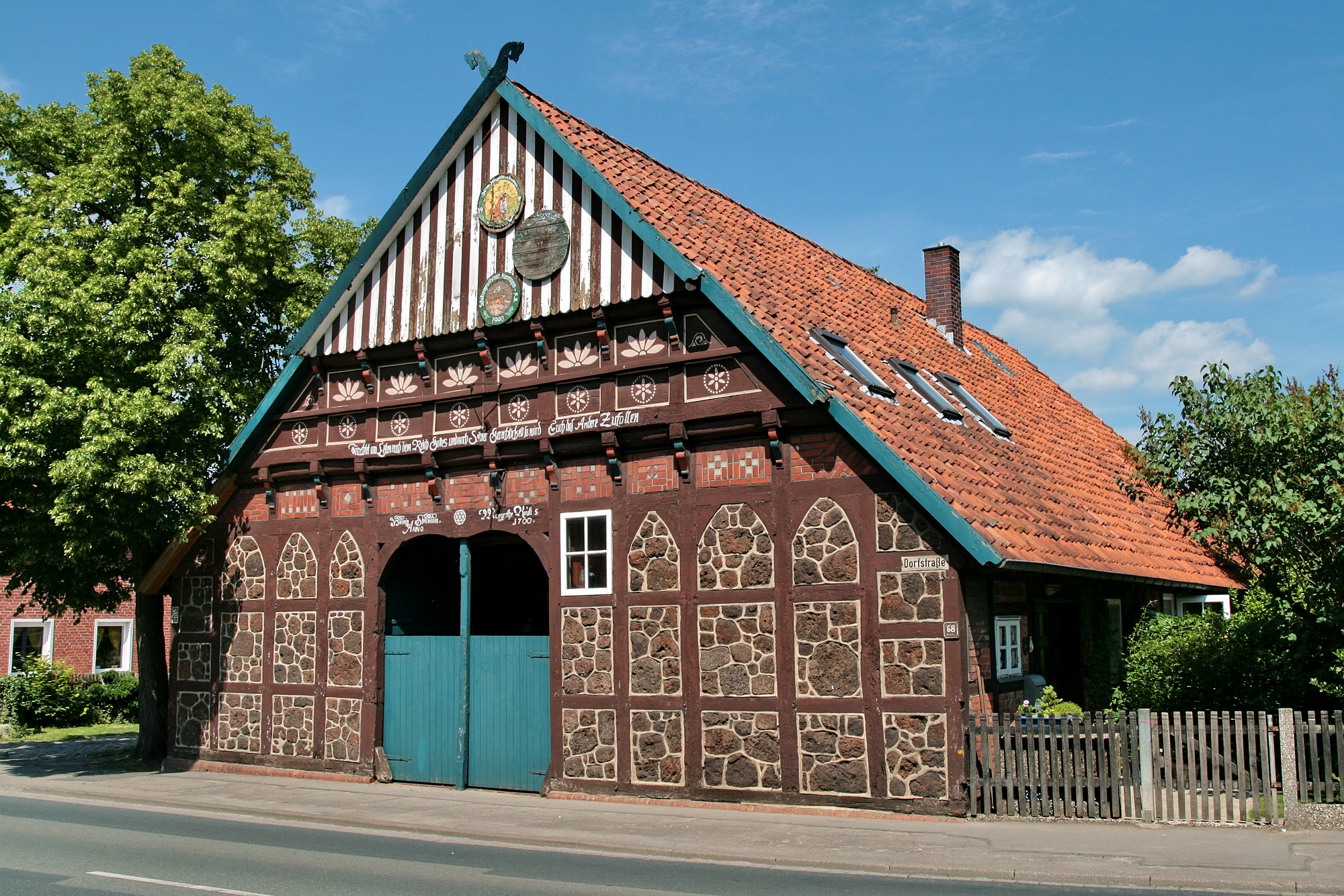
Fachwerkhaus von 1700
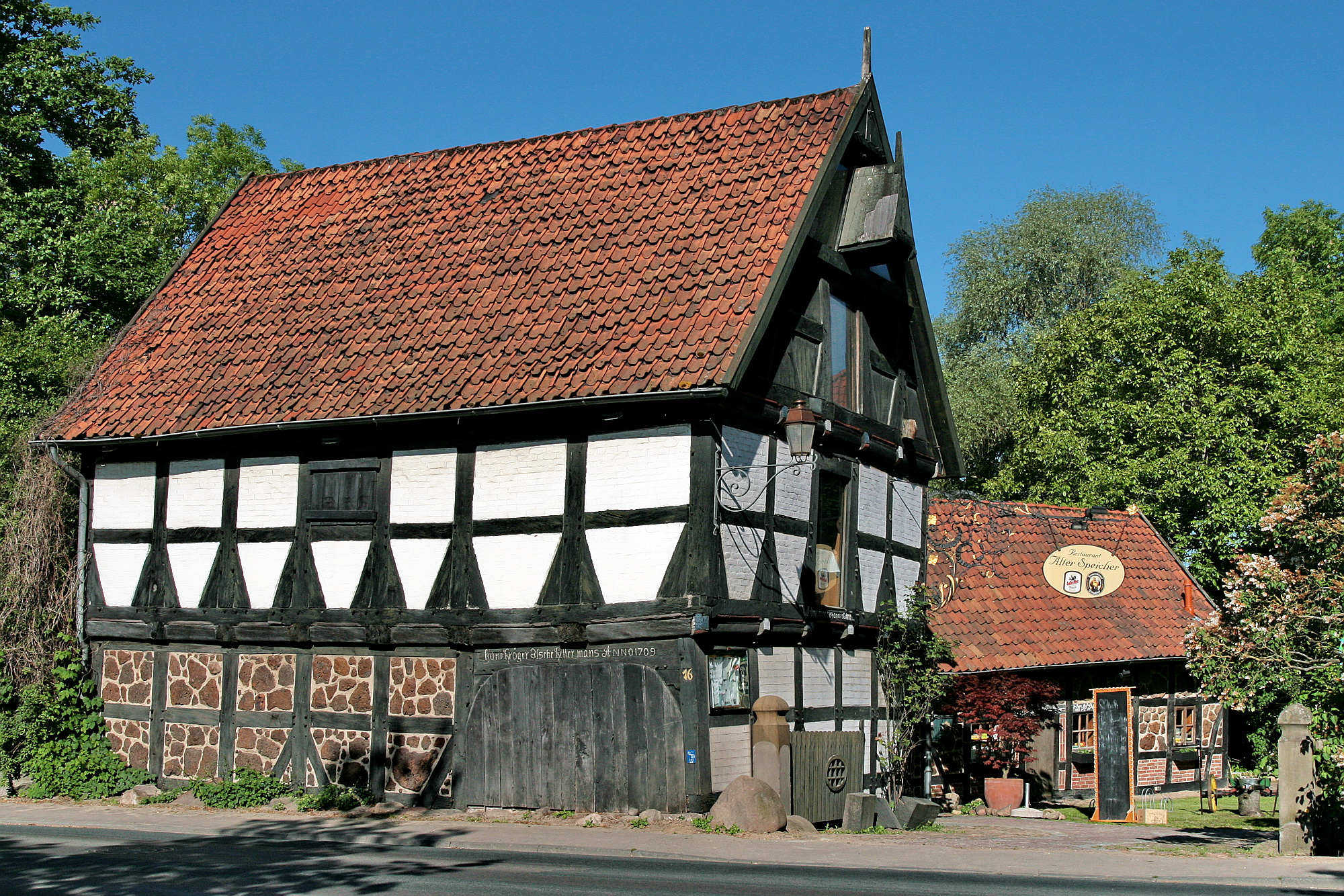
Fachwerkhaus von 1709
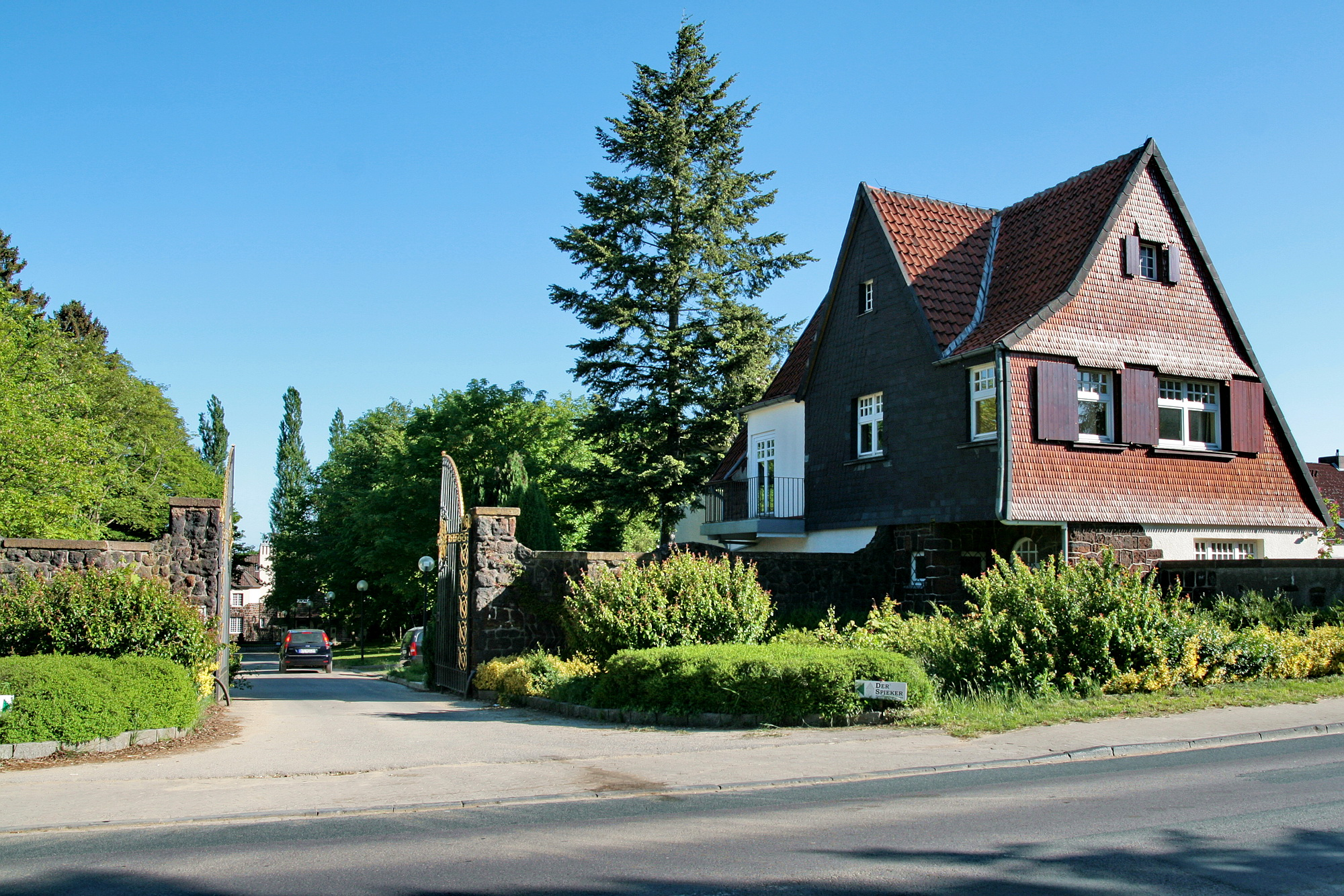
Fachwerkdorf Haghof
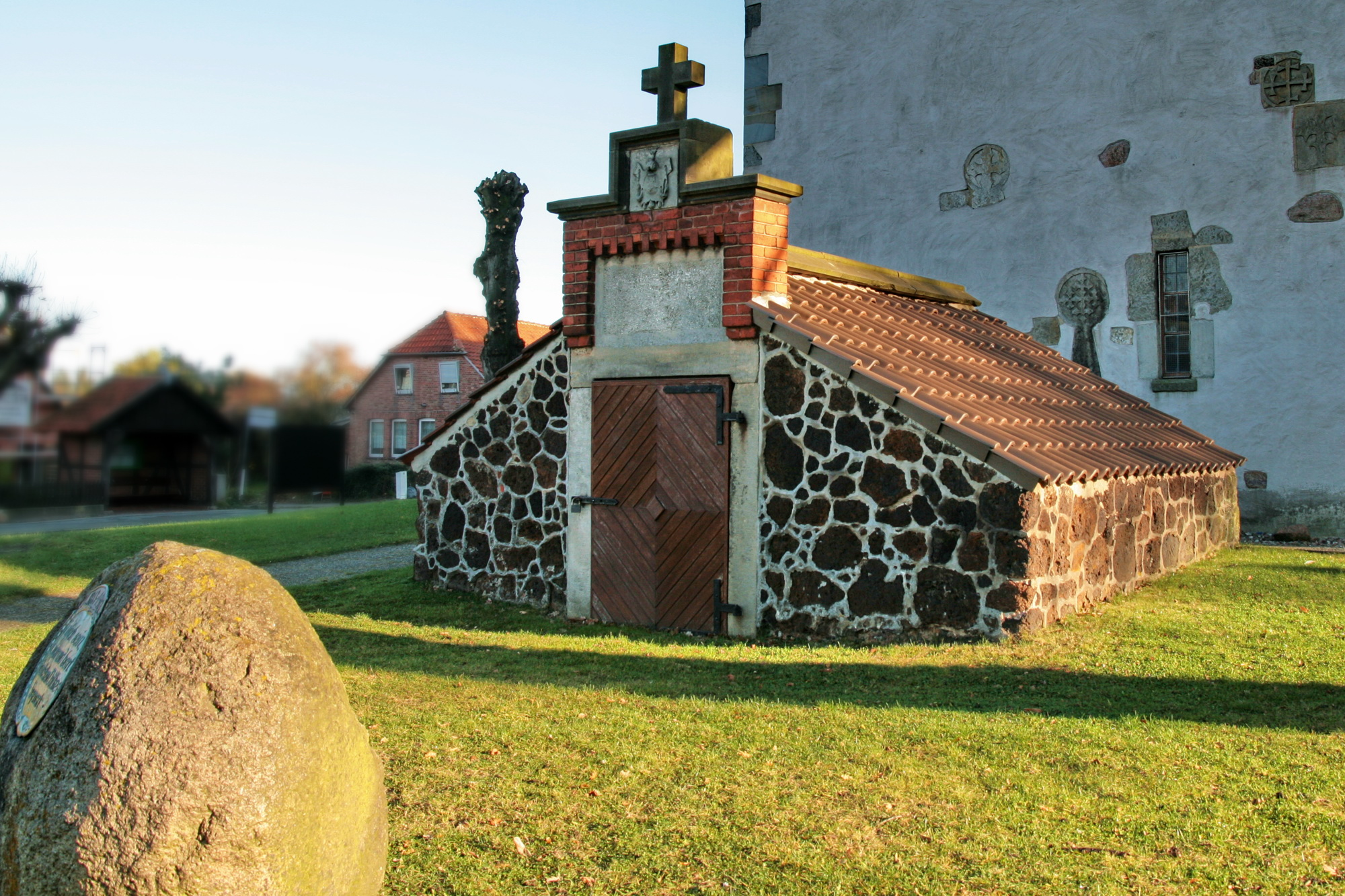
Grabmal des Oberst Hattdorf von 1788 an der Sankt-Marien-Kirche